# Malte Mohr
Malte Mohr (ur. 24 lipca 1986 w Bochum) – niemiecki lekkoatleta specjalizujący się w skoku o tyczce.
W 2009 startował na halowych mistrzostwach Europy jednak podczas tych zawodów odpadł w eliminacjach. Kilka miesięcy później uplasował się na czternastej pozycji mistrzostw globu. Największy sukces w dotychczasowej karierze odniósł w marcu 2010 kiedy to został halowym wicemistrzem świata. Bez powodzenia brał udział w czempionacie Starego Kontynentu w Barcelonie (2010). Zdobywca brązowych medali halowych mistrzostw Europy w 2011 i 2013. Piąty zawodnik mistrzostw świata w Moskwie (2013). W marcu 2014 ponownie sięgnął po srebro halowych mistrzostw świata. Medalista mistrzostw Niemiec oraz reprezentant kraju w drużynowych mistrzostwach Europy i meczach międzypaństwowych.
Jego trenerem był Sławomir Filipowski.
Rekordy życiowe: stadion – 5,91 (22 czerwca 2012, Ingolstadt); hala – 5,90 (1 marca 2014, Berlin).

## Osiągnięcia
| Rok  | Impreza                                 | Miejsce   | Pozycja           | Wynik |
| ---- | --------------------------------------- | --------- | ----------------- | ----- |
| 2009 | Halowe mistrzostwa Europy               | Turyn     | el. – 10. miejsce | 5,65  |
| 2009 | Superliga drużynowych mistrzostw Europy | Leiria    | 2. miejsce        | 5,75  |
| 2009 | Mistrzostwa świata                      | Berlin    | 14. miejsce       | 5,50  |
| 2010 | Halowe mistrzostwa świata               | Doha      | 2. miejsce        | 5,70  |
| 2010 | Mistrzostwa Europy                      | Barcelona | el. – 17. miejsce | 5,50  |
| 2011 | Halowe mistrzostwa Europy               | Paryż     | 3. miejsce        | 5,71  |
| 2011 | Superliga drużynowych mistrzostw Europy | Sztokholm | 2. miejsce        | 5,72  |
| 2011 | Mistrzostwa świata                      | Daegu     | 5. miejsce        | 5,85  |
| 2012 | Halowe mistrzostwa świata               | Stambuł   | 4. miejsce        | 5,75  |
| 2012 | Igrzyska olimpijskie                    | Londyn    | 9. miejsce        | 5,50  |
| 2013 | Halowe mistrzostwa Europy               | Göteborg  | 3. miejsce        | 5,76  |
| 2013 | Mistrzostwa świata                      | Moskwa    | 5. miejsce        | 5,82  |
| 2014 | Halowe mistrzostwa świata               | Sopot     | 2. miejsce        | 5,80  |